# Huvafen Fushi Resort

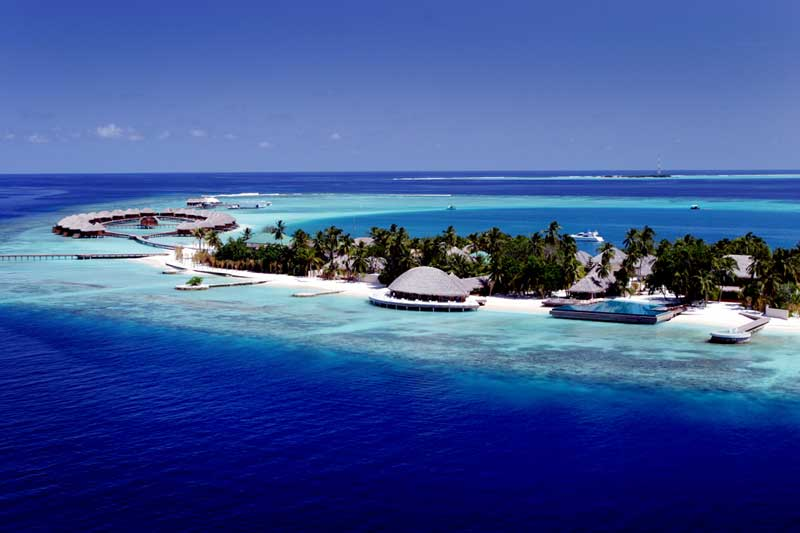
Huvafen Fushi

El Huvafen Fushi Resort es una isla turística privada 4 estrellas en el atolón de North Malé, Kaafu, Maldivas.
Situado acerca de la capital Malé y a 30 minutos en lancha motora desde el Aeropuerto Internacional de Malé, se inauguró en julio de 2004 y consta de una sola isla, con 43 bungalós, todos con piscina, aire acondicionado, camas de 2 x 2 metros, televisores de plasma y DVD. En algunas hay jacuzzi o equipos de sonido Bang & Olufsen.
El Aquum Spa es el Spa del resort. Esta a dos metros de profundidad y permite ver a los peces en su entorno natural.